# (107) Camilla
(107) Camilla – jedna z większych planetoid pasa głównego.

## Odkrycie
Planetoida ta została odkryta 17 listopada 1868 roku w Madras Observatory (Madras) przez Normana Pogsona i nazwana na cześć jednej z postaci kobiecych z Eneidy autorstwa Wergiliusza.

## Orbita
Orbita (107) Camilli nachylona jest do płaszczyzny ekliptyki pod kątem 10,05°. Na jeden obieg wokół Słońca ciało to potrzebuje 6 lat 178 dni, krążąc w średniej odległości 3,48 j.a. od niego. Średnia prędkość orbitalna tej asteroidy to ok. 15,95 km/s.

## Właściwości fizyczne
(107) Camilla ma nieregularny kształt i rozmiary 285×205×170 km. Jej albedo jest niskie i wynosi 0,05, a jasność absolutna wynosi 7,1m. Asteroida ta jest ciemna i zalicza się do planetoid węglowych typu C. Maksymalna temperatura na jej powierzchni sięga -52º C.

## Księżyc asteroidy
1 marca 2001 roku odkryto krążący wokół tej planetoidy księżyc, oznaczony prowizorycznie S/2001 (107) 1. Jego wielkość oszacowano na ok. 11 km, a okres obiegu wokół planetoidy macierzystej na 3,710 dnia. Średnia odległość między ciałami to ok. 1235 km. Masę tego satelity obliczono na ~1,5×1015 kg.